# Bolivarianske revolution
Den bolivarianske revolution refererer til en social bevægelse og politisk proces i Venezuela, og andre dele af latinamerika under ledelse af Venezuelas socialistiske præsident Hugo Chávez. Den "bolivarianske revolution" er opkaldt efter Simón Bolívar, en tidligere Venezuelansk revolutionær leder fra det 19. århundrede. Ifølge Hugo Chávez og andre tilhængere af den bolivarianske revolution, har den til formål at opbygge en massebevægelse til at gennemføre socialisme og bolivarianisme – demokrati, økonomisk uafhængighed, en retfærdig fordeling af samfundets goder, og en stopper for korruption.

## Eksterne links
- Hugo Chávez og den ’bolivariske revolution’ i Venezuela (Webside ikke længere tilgængelig)- Baggrund, analyser og venstrefløjs-diskussion af udviklingen i Venezuela.(På Modkraft.dk)